# Sint-Clemenskerk (Mayen)
De Sint-Clemenskerk is een rooms-katholieke parochiekerk in de Duitse plaats Mayen, Rijnland-Palts.

## Geschiedenis

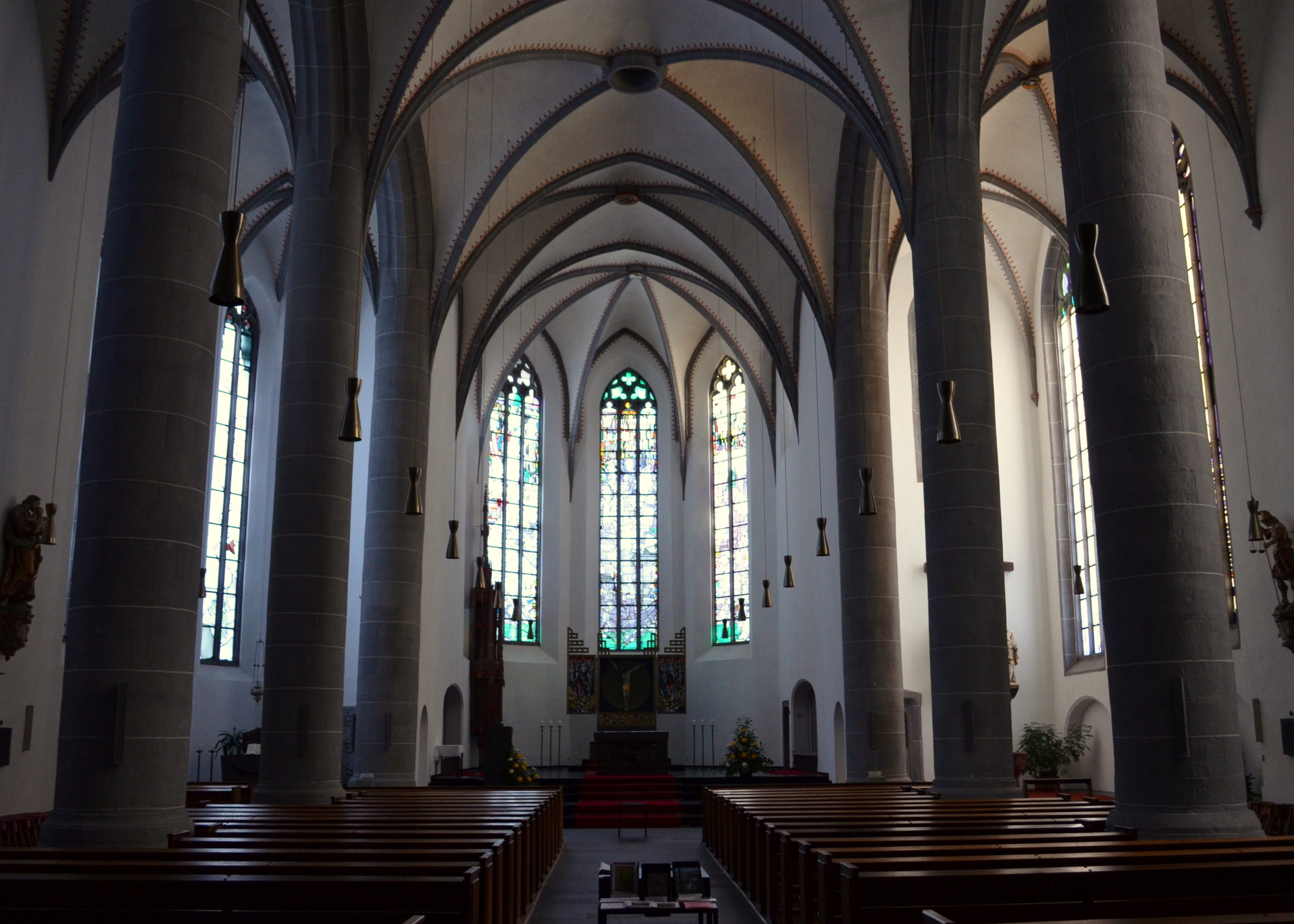
Interieur

Uit opgravingen is gebleken dat er op dezelfde plaats al in de 7e eeuw een kleine houten kerk heeft gestaan, die 200 jaar later werd vervangen door een stenen kerkgebouw. Deze smalle hallenkerk werd omstreeks het jaar 1000 vervangen door een grotere zaalkerk, die op haar beurt weer in de 12e eeuw moest wijken voor een romaanse kerk. Van deze romaanse kerk bleef de gedrongen Eulenturm bewaard.
Keurvorst Boudewijn van Trier verplaatste in 1326 het Augustijner koorherenstift van Lonnig naar Mayen en vanaf dat moment werd de parochiekerk een stiftskerk. Met de bouw van een gotische hallenkerk werd tussen 1350 en 1360 begonnen.
De drieschepige Clemenskerk werd zonder dwarsschip gebouwd en is een van de oudste hallenkerken in het Rijnland. De voortgang van de bouw verliep moeizaam en uit deze jaren stamt waarschijnlijk de legende dat de duivel de toren heeft misvormd.
Tijdens de oorlogsjaren 1944 en 1945 werd de kerk door bombardementen grotendeels verwoest. Slechts de romaanse toren en delen van de muren overleefden de verwoestingen. Tussen 1950 en 1953 volgde een snelle herbouw. De scheve spits werd eveneens weer gereconstrueerd, echter iets korter dan de oorspronkelijke. In 1974 volgde nogmaals een restauratie, waarbij ook het vernielde maaswerk van de vensters werd gereconstrueerd. De nieuwe koorvensters werden in 1976 ontworpen door Georg Meistermann en stellen de verrezen Christus voor, die Zijn geest de wereld in zendt.

## Inrichting
Slechts enkele heiligenbeelden in het koor (overwegend uit het einde van de 18e eeuw), het gotische doopvont en de sacramentstoren overleefden de verwoestingen van de Tweede Wereldoorlog. Van de kerkschat is een in Trier vervaardigde torenmonstrans vermeldenswaardig.
Andere kunstwerken in de kerk zijn een modern retabel uit 1994, het roosvenster boven de orgelgalerij, het orgel en een kruisweg.

## De torenlegende
Toen honderden jaren geleden de inwoners van Mayen aan de bouw van hun kerk begonnen, werden er voor dit doel in de stadsgroeve grote blokken basalt uitgehakt. Het zware werk verliep echter zeer moeizaam. Op een dag, toen de bouwlieden wederom op nieuwe basaltblokken moesten wachten, kwam er een onbekende langs. De vreemdeling droeg een hoed met een hanenveer en een lange mantel die tot de bodem hing. Hij probeerde nog zijn klompvoet onder de lange mantel te verstoppen, maar de vrome bouwlieden hadden hem reeds door en wisten zeker: dit was de duivel in eigen persoon. Terwijl de duivel hun vroeg wat ze eigenlijk aan het bouwen waren, hielden ze hun ontdekking wijselijk voor zich en bevestigde ze aan de duivel dat ze werkten aan een grote danszaal annex herberg. Verheugd over weer een plek van plat vermaak bood de duivel onmiddellijk aan hen te helpen. Nadat de metselaars de volgende ochtend bij de bouwplaats kwamen, waren ze met stomheid geslagen over de grote hoeveelheid basaltblokken die er lagen opgestapeld. De kerk kon nu in ras tempo worden afgebouwd en al in de herfst bereidden de inwoners van Mayen een luisterrijke inwijding van de kerk voor. Tegelijkertijd met de intocht van de bisschop verscheen ook de duivel om de feestgelegenheid zelf eens met eigen ogen te bekijken en er de jaarlijkse Lucaskermis met de bewoners te vieren. Echter toen hij merkte dat hij misleid was en zag dat er in plaats van een feestgelegenheid een huis van God stond, ontstak hij in woede en probeerde hij de toren te breken. De duivel trok, duwde en draaide aan de toren, maar de toren hield stand en na zijn vergeefse pogingen blies hij jammerend de aftocht.
Op ongeveer 20 kilometer afstand staat in Kaisersesch nog een gedraaide kerktoren, namelijk die van de Sint-Pancratiuskerk.